# NGC 2936
NGC 2936은 펭귄 은하를 이루는 은하들 중 하나이며, "펭귄 은하의 몸체"를 이루는 은하이다.